# Малоохтинский проспект
Малоо́хтинский проспе́кт — проспект в Красногвардейском районе Санкт-Петербурга. Проходит от Красногвардейской площади до Гранитной улицы. На участках от Малоохтинского моста до улицы Помяловского и от моста Александра Невского до Гранитной улицы Малоохтинский проспект является набережной Невы. На юг продолжается Октябрьской набережной.

## История
Назван по Малой Охте, на которой находится.
Первоначально, с 1829 года, он назывался Ма́лым О́хтенским. В 1849 году он стал Ма́ло-О́хтенским, в 1950-е годы — Малоо́хтенским. В 1956 году, после изменения правил русского языка, проспект стал Малоохтинским.
Между Малоохтинским проспектом и набережной остаётся дореволюционная застройка. Это дома № 51, 53 и 55. В 2010 году был снесён дом № 45 под строительство бизнес-центра «Eightedges». Планируется также снос дома № 55 — сиротского дома К. С. Меняева (построен в 1902 году по проекту архитектора Н. А. Виташевского); сегодня в нём располагается открытая (сменная) общеобразовательная школа № 1 для слепых и слабовидящих детей.

## Достопримечательности
- Большеохтинский мост

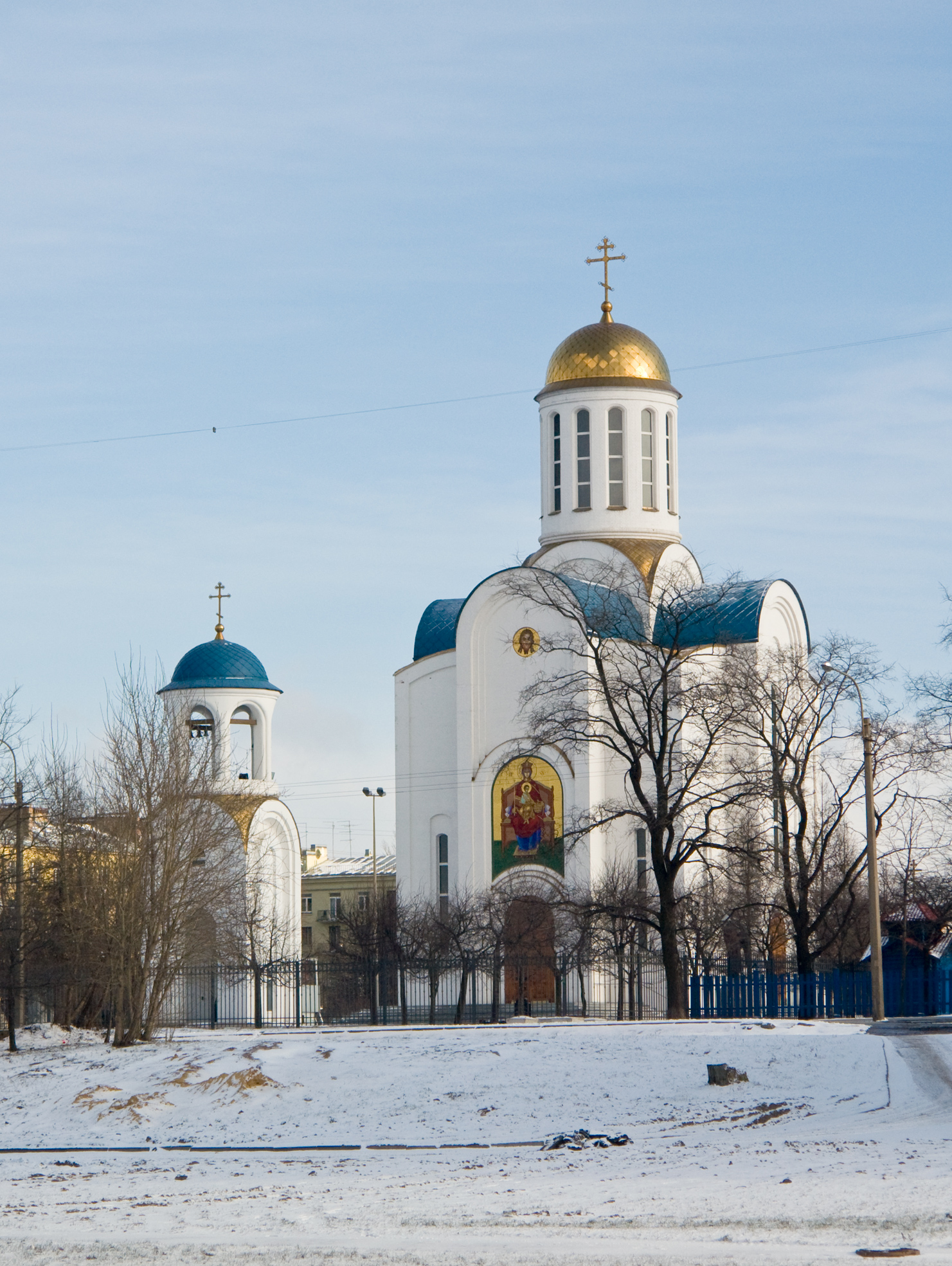
Блокадный храм

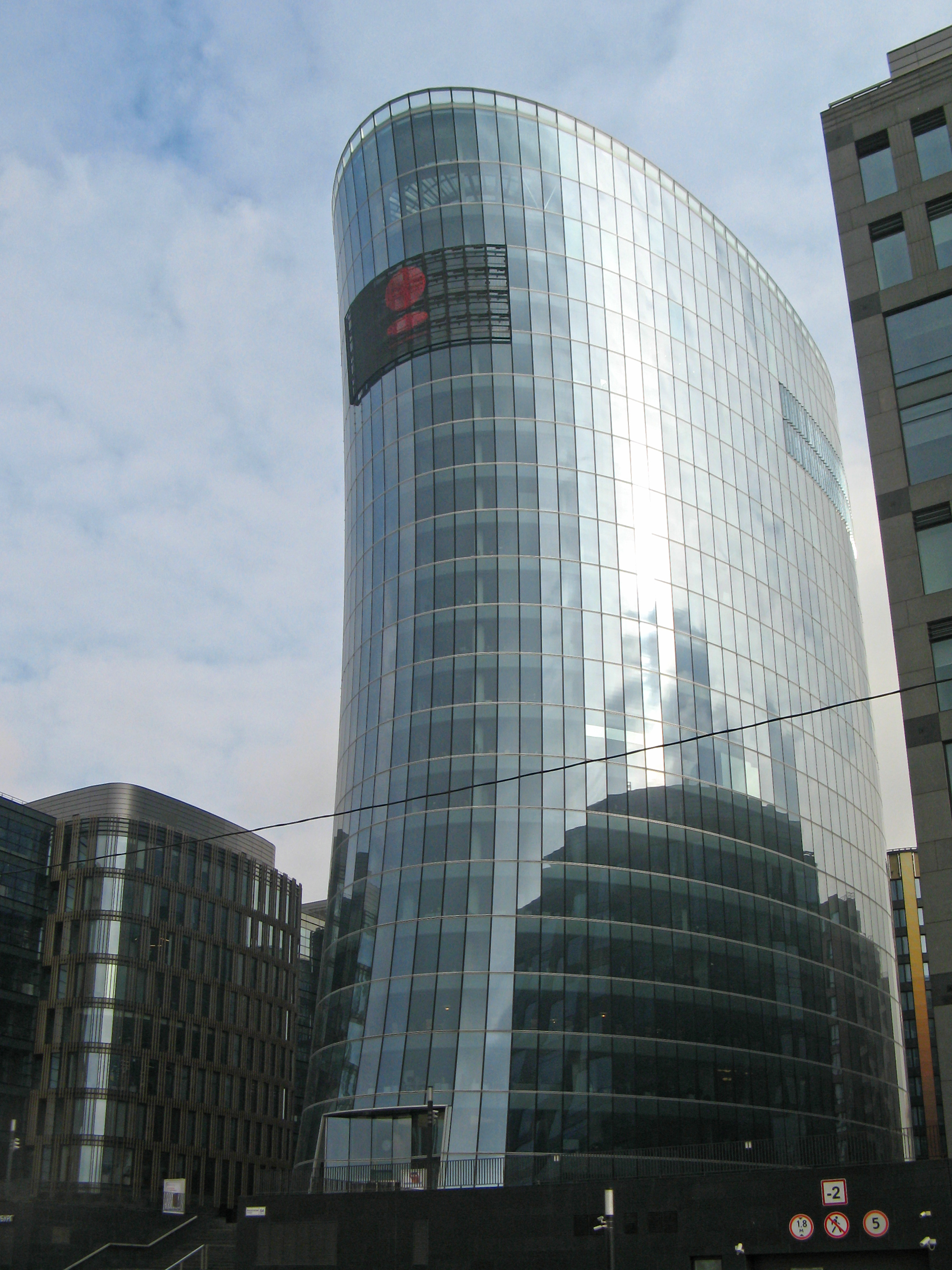
Здание банка «Санкт-Петербург»

- Дом № 2б / Новочеркасский пр., 3а — 1913—1914, 19951—1959, архитекторы Н. И. Малеин, Л. Г. Иванов. Д. П. Бурышкин. Здесь находилось Главное гидрографическое управление Российской империи, с 1950-х по начало 1960-х годов — Военно-морское политическое училище имени А. А. Жданова, затем Военно-морское училище инженеров оружия. В 1961—2000 годах 28-1 научно-исследовательский институт ВМФ.
- Дом № 6 — «Флотский дом», был построен по проекту 1-405А-3 в 1959 году для ветеранов войны — офицеров Военно-морского флота и членов их семей, поэтому получил в народе название «Флотский дом». Из-за чёрного цвета формы военных моряков дом иногда именовали «Чёрный полковник».
- Дом № 8 — бывший Дом-приют Кокоревых, начало 1910-х, арх. Маковский К. В. (1871—1926)[4].
- Дом № 49 — бывшее Убежище и дешёвые квартиры Михаила и Елисаветы Петровых. Как и соседнему дому № 55, зданию угрожает снос в рамках реализации проекта застройки набережной ООО «Сэтл сити»[5][6].
- Дом № 51 — бывший Городской дом начальных училищ им. М. Г. Петрова, здание было построено в 1893—1895 годах по проекту архитектора Н. А. Виташевского). Действительный статский советник Михаил Георгиевич Петров возвёл его на собственном участке и открыл в нём училища для 50 мальчиков и 50 девочек. В здании также работали столовая для учеников и амбулатория, где принимали всех горожан. В 1914-м амбулаторию вывели в отдельное здание, а на её месте открыли дополнительные классы. В настоящее время в здании расположен социальный центр для несовершеннолетних «Малоохтинский дом трудолюбия»[7].  781811312730005
- Малоохтинский парк с постоянной выставкой городской скульптуры, на ближнем к Малоохтинскому проспекту участке которого находятся Блокадный храм и памятник «Детям Беслана».
- Дом № 53 — бывший жилой дом церкви святой Марии Магдалины (снесена в 1980-х годах). Построен в 1903 году по проекту Якова Попова для прихода храма. Стиль поздняя эклектика. В 1930-н годы в доме находилось общежитие Ленинградского Металлического Завода. В настоящее время офисное здание.  7830080000
- Дом № 55 — бывший 7-й городской сиротский дом, 1901—1902, арх. Николай Виташевский[5][8]. Сиротский дом был открыт 1 августа 1909 года и назван в честь его устроителя П. Ф. Меняева. С 2010 года судьба здания вызывает опасения градозащитников из-за планов редевелопмента коммерческого застройщика[6]. В конце апреля 2023 года было объявлено, что здание планируют передать Христианской гуманитарной академии под колледж[9][10].
- Дом № 64 — здание головного офиса банка «Санкт-Петербург», построенное в 2010 году по проекту архитекторов Сергея Чобана и Евгения Герасимова. Спустя три года БЦ был включён в «Список диссонирующих объектов», которые подлежат «визуальной нейтрализации», чтобы сгладить их негативный эффект на сложившуюся застройку города[11][12][13].
- Дом № 80/2 — в этом здании с 1938 года размещаются Высшие специальные офицерские классы Военно-Морского Флота.  памятник архитектуры (вновь выявленный объект)[14]
- Дом № 98 — Российский государственный гидрометеорологический университет (РГГМУ).
- На Малоохтинский проспект выходит Сборная улица — одна из самых коротких улиц в Санкт-Петербурге (самым коротким считается Песковский переулок). Её длина — 57 метров.
- Мост Александра Невского
- Заневский парк
- Финляндский железнодорожный мост

## Малоохтинский проспект в кинематографе
Благодаря красивым видам на Неву и на её противоположный берег, а также из-за сохранившихся исторических зданий, на Малоохтинском проспекте и непосредственно рядом с ним в разные годы снимались сцены из фильмов и телесериалов «Конец Санкт-Петербурга» (1927), «Встречный» (1932), «Юность Максима» (1934), «Петербургская ночь» (1934), «Возвращение Максима» (1937), «Дело Румянцева» (1955), «Они были первыми» (1956), «Андрейка» (1958), «Мандат» (1963), «Мама вышла замуж» (1969), «Дела давно минувших дней…» (1972), «Хождение по мукам» (1973—1977), «Красные колокола. Фильм 2. Я видел рождение нового мира» (1982), «Приключения Шерлока Холмса и доктора Ватсона: Сокровища Агры» (1983), «Криминальный талант» (1988), «Цензуру к памяти не допускаю» (1991), «Ты у меня одна» (1993), «Тайны следствия» (2005), «Час пик» (2006), «Я принимаю решение» (2014).